# 乍得國家足球隊
乍得足球代表隊（法語：Équipe du Tchad de football）是乍得的國家足球代表隊，由乍得足球協會管理，現時屬於國際足協及非洲足協成員國之一。乍得至今仍未參加過任何國際大賽的決賽週，無論在世界盃及非洲國家盃外圍賽階段從未取得過出線資格。

## 世界盃成績
- 1930年 - 1998年 - 沒有參賽
- 2002年 - 2018年 - 外圍賽出局

## 非洲國家盃成績
- 1957年 至 1959年 - 屬於法國的一部分
- 1962年 至 1963年 - 不屬於非洲足球協會的一部分
- 1965年 至 1990年 - 沒有參賽
- 1992年 - 外圍賽出局
- 1994年 - 外圍賽開始前退出
- 1996年 至 1998年- 沒有參賽
- 2000年 - 外圍賽出局
- 2002年 - 沒有參賽
- 2004年 至 2008年- 外圍賽出局
- 2010年 - 因資格賽不符資格而喪失參賽權
- 2012年 至 2015年- 外圍賽出局
- 2017年 - 放棄參加
- 2019年 - 因放棄參加2017年非洲國家盃外圍賽而禁止參賽
- 2021年 - 因資格賽不符資格而喪失參賽權
- 2023年 - 外圍賽出局